# François Guye
Pour les articles homonymes, voir Guye.
François Guye, né le 6 janvier 1953 à Genève, est un musicien suisse.

## Biographie
Il commence le violoncelle à l'âge de 5 ans et entre plus tard dans la classe d'André Navarra. Il rencontre également le grand maître Pierre Fournier, avec qui il se lie d'amitié, et qui lui lègue, après sa mort, son violoncelle. Lauréat de nombreux prix internationaux (Vienne, Prague), il remporte en 1979 le concours de Genève. 
De 1979 à 2018, il est le 1er violoncelliste solo de l'Orchestre de la Suisse romande. En plus de ce poste, il a également été professeur au Conservatoire de musique de Genève durant de nombreuses années. 
François Guye témoigne d'un grand amour pour la musique de chambre. Il a ainsi souvent joué avec des formations telles que le Quatuor Sine Nomine,,, le Quatuor Melos, le Quatuor Terpsycordes, le Tokyo String Quartet, et des artistes comme Pascal Devoyon, Philippe Jordan, Pascal Roger, David Lively, Christian Favre et bien d'autres. Il est par ailleurs membre fondateur du Quatuor Schumann, formation qui se profile comme particulièrement appréciée. 
Il a joué en soliste avec l'Orchestre Symphonique de Vienne, l'Orchestre de la radio de Francfort, l'Orchestre National Bordeaux Aquitaine ou l'Orchestre de la Suisse Romande, et sous la direction de grands chefs tels que Horst Stein, Armin Jordan, Günther Herbig ou encore Fabio Luisi et Roudolf Barchaï.
Ses interprétations de grandes œuvres telle que les suites pour violoncelle de J.S. Bach et du concerto pour violoncelle et orchestre Tout un monde lointain d'Henri Dutilleux ont été acclamées par la presse et le public. Le disque qu'il a réalisé avec Pascal Rogé a reçu le Prix de l'Académie Charles Cros.